# Большой Ханмей
Большой Ханмей — река в Приуральском районе Ямало-Ненецкого АО, правая составляющая (исток) реки Ханмей, которую образует, сливаясь с Малым Ханмеем у западной окраины железнодорожной станции Обская (район города Лабытнанги). Длина реки 66 км, в 7 км по правому впадает приток Оксяшор. 
Берёт начало от слияния ручьёв Ледниковый и Обнажённый.

## Данные водного реестра
По данным государственного водного реестра России относится к Нижнеобскому бассейновому округу, водохозяйственный участок реки — Обь от впадения реки Северная Сосьва до города Салехард, речной подбассейн реки — бассейны притоков Оби ниже впадения Северной Сосьвы. Речной бассейн реки — (Нижняя) Обь от впадения Иртыша.